# 陽光子友乃会
陽光子友乃会（ようこうしとものかい）は、茨城県つくば市に本部を置く宗教団体。世界真光文明教団から分派した、いわゆる真光系諸教団である。

## 創始者
陽光子友乃会の創始者は、田中清英である。田中は、陽光子友乃会を立教する以前は、世界真光文明教団で崇教局長を務めていた。田中が平成14年（2002年）に死去したのち、教団の代表者は陽光子友乃会の崇教局長を務めていた沼田明里となっている。

## 所在地
平成11年（1999年）に、 「主晃一大神宮」という主座神殿を、茨城県つくば市上郷5752‐1に建立し、本部としている。金色の舟形の屋根を特徴とする大建築で、設計は馬庭建設設計事務所が、建設は東急建設が手がけた。建設業界の専門誌で取り上げられていたこともある。

## 沿革
田中清英は、世界真光文明教団が、その前身であるL・H陽光子友乃会だった当初からの幹部だった。しかし岡田光玉より破門され復職禁止処分となったが真光裁判の後、世界真光文明教団の教え主となった関口榮は田中を崇教局長にし、実質的に教団ナンバー2として処遇した。だが、関口が長男・次男を教団の要職に就けるなど、教団の私物化とも映る運営が目立ってきたため、これに反発を覚えた田中は、自身が岡田光玉・関口榮に次ぐ3代目の教え主だと主張した。だが、この主張は受け入れられず、田中は昭和62年（1987年）に分派し、陽光子友乃会を立教した。この際に、田中は「聖鳳」という神名を名乗った。これは、関口榮の「聖峰」という神名は正当な神示によるものではなく、教え主は「聖鳳」を名乗るべきであるという自説による。田中が岡田光玉より授かった御み霊の中には「田中」と書かれていた事が教え主としての根拠と言われる。

## 教義
教義は、母体の世界真光文明教団や、他の真光系諸教団と、あまり差異は見られない。陽光子友乃会も、多くの真光系諸教団と同じく、「手かざし」・「神理正法」・「地上天国建設」を主軸とした教義を説く。不幸や災厄を霊障によるものとし、「手かざし」による浄霊によって改善することを目指す。また、神の創造した世界の法則（「神理正法」）に準拠した生活を送ることで、幸福と平穏を手に入れることができると主張する。そして、こうした「手かざし」や「神理正法」を普及させることで、「地上天国建設」を成し遂げられると教示している。こうした「地上天国建設」への志向が、世界真光文明教団や崇教真光の場合と同様に、壮大な聖地建設へと繋がるわけである。

## 祭神
御親元主真光大御神が祭神である。

## 機関紙
「陽乃光」という機関紙を発行している。現在は廃刊している。

## 拠点
- 陽光子友乃会北海道センター（北海道）
- 陽光子友乃会庄内センター（山形県）
- 陽光子友乃会仙台中央センター（宮城県）
- 陽光子友乃会新東京センター（東京都）
- 陽光子友乃会立川センター（東京都）
- 陽光子友乃会新神奈川センター（神奈川県）
- 陽光子友乃会三島魂霊修験道場（静岡県）
- 陽光子友乃会大阪魂霊修験道場（大阪府）
- 陽光子友乃会堺センター（大阪府）
- 陽光子友乃会北陸センター（北陸）
- 陽光子友乃会名古屋センター（名古屋）
- 陽光子友乃会中四国センター（岡山県）
- 陽光子友乃会新生大分センター（大分県）
- 陽光子友乃会南九州センター（鹿児島県）
- 陽光子友乃会マレーシアセンター（マレーシア）
- 陽光子友乃会シンガポールセンター（シンガポール）
- 陽光子友乃会メキシコセンター（メキシコ）
- 陽光子友乃会台湾センター（台湾）
- 陽光子友乃会ドイツセンター（ドイツ）
- 陽光子友乃会フランスセンター（フランス）

## 分派
平成3年（1991年）に、陽光子友乃会から、真光正法之會が分派した。その後、主神正法会も分派した。